# USS Strong (DD-467)
Lo USS Strong (hull classification symbol DD-467) fu un cacciatorpediniere della United States Navy, entrato in servizio nell'agosto 1942 come parte della classe Fletcher. Attivo durante la seconda guerra mondiale, il cacciatorpediniere operò brevemente nell'oceano Atlantico prima di essere trasferito nel Pacifico per prendere parte agli scontri contro i giapponesi; l'unità prese quindi parte a diverse azioni nel corso della campagna delle isole Salomone.
Nelle prime ore del 5 luglio 1943, mentre appoggiava lo sbarco dei reparti statunitensi sull'isola della Nuova Georgia, lo Strong fu raggiunto da un siluro lanciato a lunghissima distanza dal cacciatorpediniere giapponese Niizuki: in pochi minuti lo Strong si inclinò di lato e affondò spezzandosi in due, anche se il pronto intervento di altre unità statunitensi consentì di trarre in salvo buona parte dell'equipaggio.

## Storia

### Entrata in servizio e prime operazioni

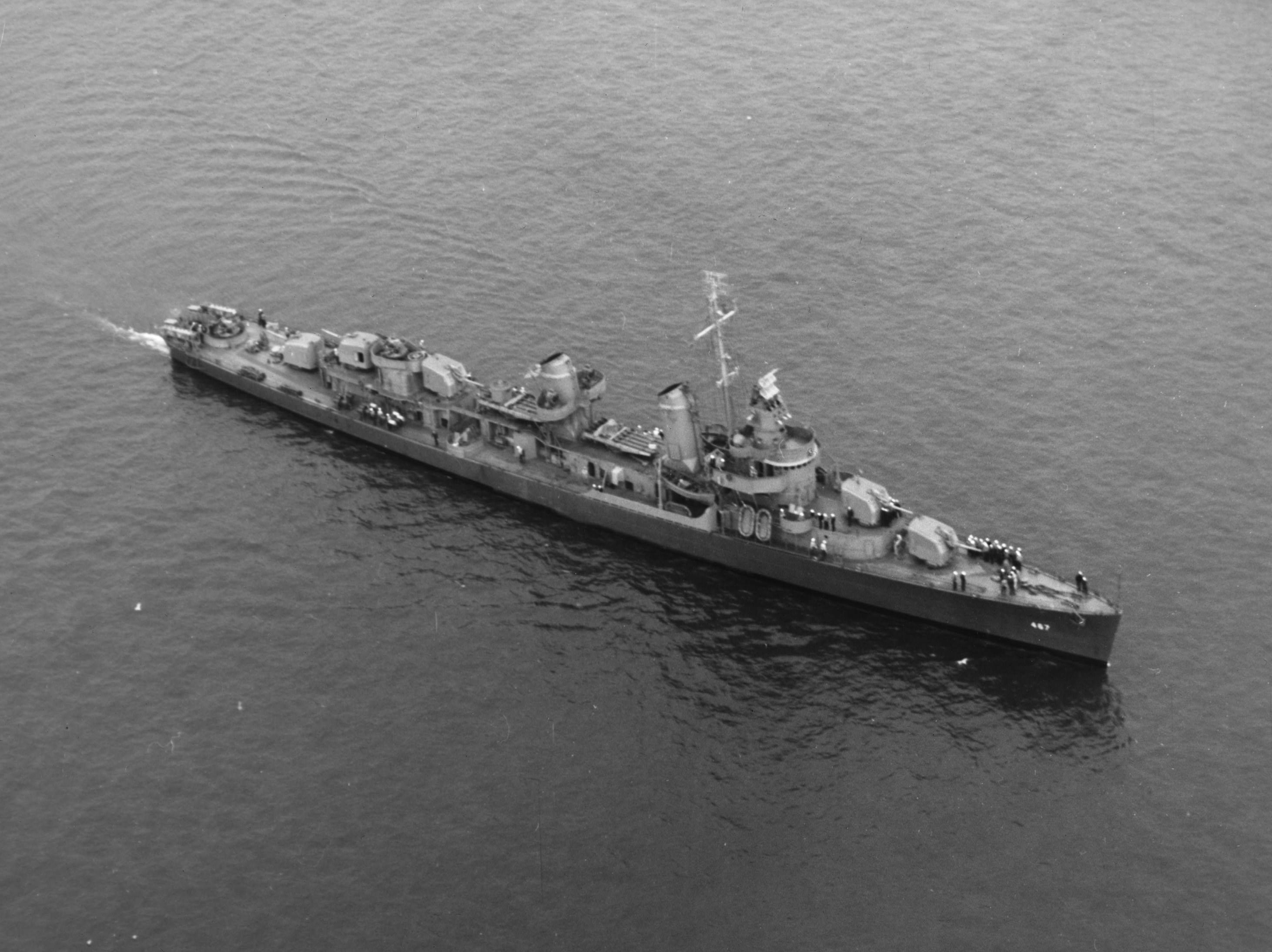
La nave fotografata dall'alto nel 1942

Impostata il 30 aprile 1941 nei cantieri della Bath Iron Works di Bath nel Maine, la nave venne varata il 17 maggio 1942 con il nome di Strong in onore di James Hooker Strong, contrammiraglio della US Navy attivo durante la guerra di secessione americana; madrina del varo fu Susan H. Olsen, bisnipote del contrammiraglio Strong. La nave entrò quindi ufficialmente in servizio il 7 agosto 1942 presso il Boston Navy Yard, nel quale svolse gli ultimi lavori di messa a punto; ai primi di settembre lo Strong intraprese la sua crociera inaugurale, dirigendo a Newport e Casco Bay per svolgere manovre e prove di tiro prima di rientrare a Boston scortando la nave da battaglia USS Massachusetts. Assegnato in forza alla Atlantic Fleet, lo Strong svolse tra settembre e ottobre manovre di addestramento e di pattugliamento anti-sommergibili lungo le coste del Maine, oltre a scortare tra il 9 e il 27 ottobre in coppia con il cacciatorpediniere USS La Vallette un piccolo convoglio diretto da Norfolk a San Juan e Port of Spain.
Dopo una sosta a New York, lo Strong salpò il 13 novembre 1942 di scorta a un convoglio diretto in Nordafrica, arrivando a Casablanca il 29 novembre e rientrando quindi senza incidenti di sorta a New York accompagnando un secondo convoglio di rientro negli Stati Uniti; dopo aver riscontrato noie ai motori nel corso della traversata dell'Atlantico, il cacciatorpediniere svolse lavori di manutenzione al New York Navy Yard fino al 22 dicembre. Rientrato a Norfolk il 25 dicembre, lo Strong salpò due giorni dopo come scorta a un convoglio diretto a Nouméa nella Nuova Caledonia; dopo aver passato il canale di Panama il 2 gennaio 1943, la nave si inoltrò quindi nel Pacifico fermandosi il 18 gennaio a Bora Bora per fare rifornimento. Arrivato a Nouméa con il resto del convoglio il 27 gennaio, lo Strong ripartì il 1º febbraio per scortare una nave trasporto alla base avanzata di Espiritu Santo nelle Nuove Ebridi; una volta a destinazione, il cacciatorpediniere fu riassegnato alle forze navali statunitensi impegnate in azione contro i giapponesi nel corso della campagna delle isole Salomone.

### La campagna delle Salomone
Il 9 febbraio lo Strong raggiunse Guadalcanal, svolgendo pattugliamenti anti-sommergibili e di contrasto alle missioni "Tokyo Express" dei giapponesi; gli scontri a terra a Guadalcanal tra statunitensi e giapponesi si erano tuttavia ormai conclusi e l'11 febbraio il cacciatorpediniere rientrò a Espiritu Santo di scorta a un convoglio, salvo venire distaccato il 13 febbraio per essere riassegnato alla Task Force 18 (TF 18) del contrammiraglio Walden L. Ainsworth. Dopo una sosta a Espiritu Santo alla fine di febbraio, la TF 18 prese il mare il 3 marzo per andare a pattugliare le acque delle Salomone centrali; il 16 marzo lo Strong e altri tre cacciatorpediniere della formazione bombardarono installazioni giapponesi lungo la costa dell'isola di Kolombangara. Nelle settimane seguenti lo Strong e la TF 18 incrociarono varie volte nelle acque tra Guadalcanal e la Nuova Georgia alla ricerca di convogli di rifornimento giapponesi, alternando questi pattugliamenti a rientri a Espiritu Santo per rifornirsi.
Nelle prime ore del 5 aprile, di ritorno da una missione di bombardamento costiero nella Nuova Georgia con altri cacciatorpediniere, lo Strong e il pari tipo USS O'Bannon furono inviati a investigare su un contatto radar ottenuto al largo delle Isole Russell, rivelatosi poi essere il sommergibile giapponese RO-34 sorpreso a navigare in superficie: i due cacciatorpediniere aprirono il fuoco sul sommergibile, che si immerse immediatamente dopo essere stato colpito; l'O'Bannon continuò l'attacco sul contatto sonar con lanci di bombe di profondità, venendo quindi accreditato dell'affondamento del battello. Due giorni dopo, il 7 aprile, lo Strong ottenne un nuovo contatto radar su un bersaglio nemico mentre era impegnato a scortare le unità della TF 18 al largo dell'isola di San Cristóbal, e passò subito all'attacco: il bersaglio si rivelò essere nuovamente il RO-34, sopravvissuto al precedente scontro, che fu subito investito dal fuoco di artiglieria del cacciatorpediniere statunitense; colpito tre volte, il sommergibile si immerse e lo Strong completò l'attacco con un lancio di bombe di profondità. Dopo aver osservato la comparsa di detriti sulla superficie dell'acqua, il cacciatorpediniere fu quindi accreditato dell'affondamento del sommergibile e l'ufficiale comandante dello Strong, comandante Joseph H. Wellings, ottenne per l'azione una Navy Cross.
Tra il 10 aprile e il 5 maggio lo Strong fu a Espiritu Santo per rifornirsi e condurre pattugliamenti nelle acque circostanti; il 7 maggio invece l'unità scortò tre posamine inviati a stendere un campo minato nello stretto di Blackett tra Kolombangara e l'isola Arundel, su cui il giorno seguente i giapponesi persero tre cacciatorpediniere. Il 9 maggio la nave fu messa in secca a Espiritu Santo per condurre lavori di riparazione a una delle eliche, riprendendo quindi il mare il 12 maggio seguente. Nelle prime ore del 13 maggio, in compagnia del resto della TF 18, lo Strong bombardò postazioni giapponesi a Kolombangara sparando più di 800 colpi dei suoi pezzi principali; sulla via del rientro il cacciatorpediniere fece fuoco contro un velivolo statunitense scambiato per un apparecchio nemico, fortunatamente senza colpirlo. Dal 19 maggio il cacciatorpediniere fu schierato nelle acque di Guadalcanal, svolgendo pattugliamenti anti-sommergibili e scortando i convogli di rifornimento; il 16 giugno, mentre stava scortando la petroliera USS Monongahela in coppia con il cacciatorpediniere USS Nicholas nelle acque tra Tulagi e Punta Lunga, lo Strong finì sotto l'attacco di una vasta formazione di bombardieri giapponesi Aichi D3A "Val": il cacciatorpediniere riversò sui giapponesi un pesante fuoco antiaereo con tutte le sue armi, abbattendo tre "Val" e obbligando gli altri a ritirarsi.

### L'affondamento

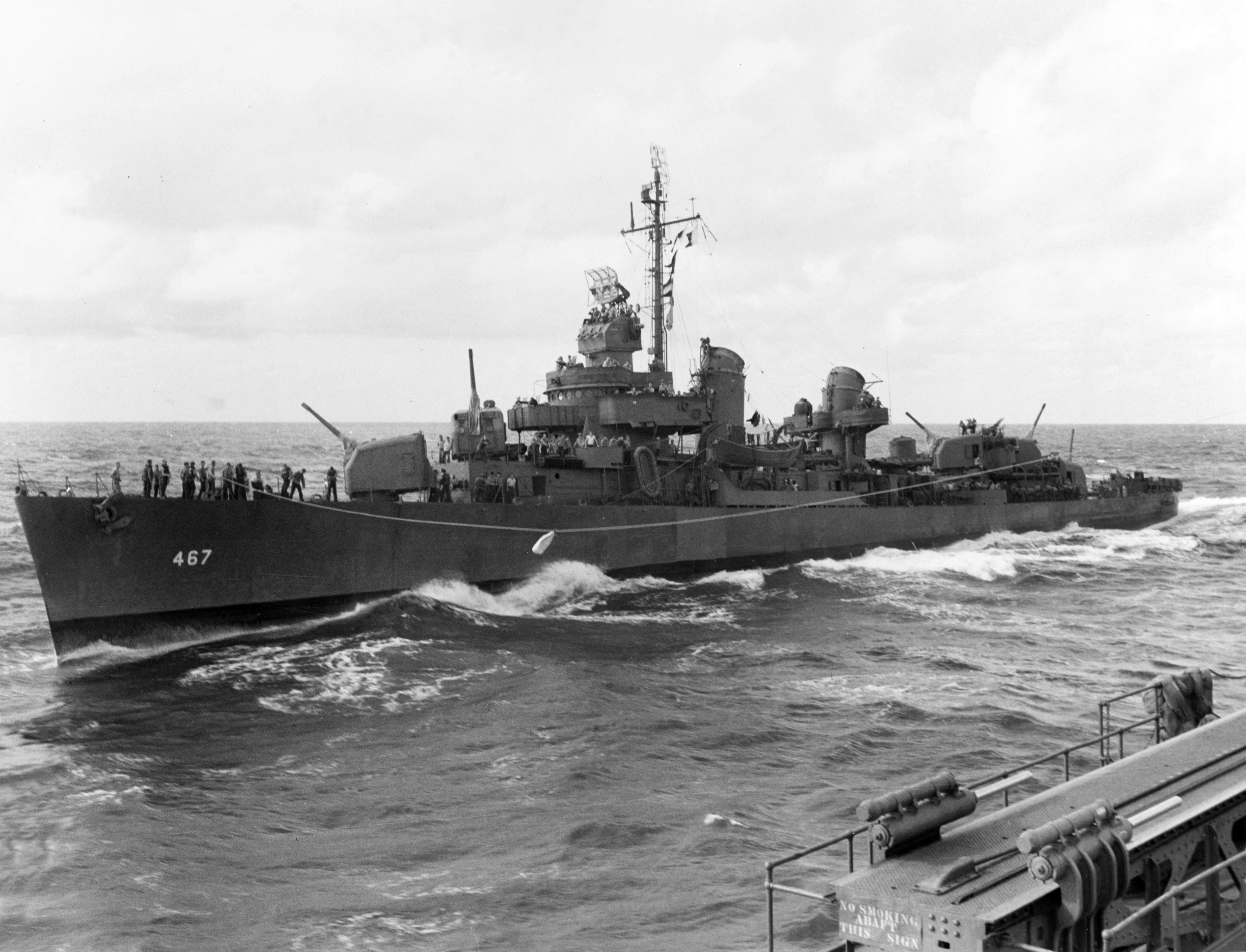
Lo Strong nel luglio 1943 ripreso in navigazione sottobordo all'incrociatore

Nelle prime ore del 5 luglio 1943 lo Strong e la TF 18 lasciarono Tulagi per bombardare le postazioni giapponesi su Kolombangara e appoggiare lo sbarco di reparti statunitensi nella baia di Rice Anchorage sull'isola della Nuova Georgia. Lo Strong e il cacciatorpediniere Nicholas furono distaccati per andare a bombardare, tra le 00:30 e le 00:40, l'insenatura di Bairoko sulla costa nord-orientale della Nuova Guinea, mettendo a tacere alcune postazioni di artiglieria giapponese; pochi minuti dopo aver completato il bombardamento, lo Strong fu raggiunto sul lato sinistro da un siluro giapponese. L'ordigno era stato lanciato dal cacciatorpediniere giapponese Niizuki, che con altri tre cacciatorpediniere stava dirigendo sulla Nuova Georgia con a bordo truppe e rifornimenti: dopo aver localizzato gli statunitensi sul radar, i giapponesi avevano lanciato una salva di siluri a lungo raggio Type 93, centrando lo Strong da una distanza di 11 miglia nautiche (20 chilometri) prima di invertire la rotta e ritirarsi senza nemmeno essere scorti dal nemico.
Il siluro giapponese colpì lo Strong all'altezza della sala caldaie, immobilizzando l'unità che accusò nel giro di cinque minuti uno sbandamento di 15° o 20°. Altri cacciatorpediniere statunitensi accorsero subito per prestare assistenza, sfidando il fuoco dell'artiglieria giapponese che sparava dalla vicina costa della Nuova Georgia: il cacciatorpediniere USS Chevalier speronò intenzionalmente la prua dello Strong al fine di lanciare reti e cime con cui recuperare l'equipaggio dell'unità danneggiata, prendendo a bordo in sette minuti 234 naufraghi della nave; il comandante McLean dello Chevalier ottenne poi una Navy Cross per i suoi sforzi nel salvare i superstiti dello Strong.
Dopo che lo Chevalier si fu allontanato lo sbandamento sul relitto dello Strong continuò ad aumentare fino a 60°, finché infine lo scafo si spezzò in due e affondò nella posizione 8° 05' S, 157° 15' E, portando con sé i corpi di 46 membri dell'equipaggio. Molti dei caduti erano rimasti intrappolati nei ponti inferiori della nave mentre questa andava a fondo: il tenente Benjamin F. Jetton, ufficiale alle comunicazioni, e l'alfiere William C. Hedrick, suo assistente, furono insigniti postumi di una Silver Star perché rifiutarono l'evacuazione e rimasero a bordo della nave per assicurarsi che i documenti segreti venissero distrutti, finendo sul fondo con essa; anche l'ufficiale esecutivo della nave, capitano di corvetta Frederick W. Purdy, ottenne postumo una Silver Star perché rifiutò l'evacuazione sullo Chevalier e tornò sottocoperta per soccorrere un uomo rimasto ferito. Il comandante Wellings, ferito e finito in acqua dopo l'affondamento, fu tratto in salvo dal capo quartiermastro Rodrigos, anch'egli ferito, che fu per questo insignito della Navy and Marine Corps Medal.
Molti naufraghi dello Strong furono soccorsi nei giorni seguenti. La mattina del 5 luglio il cacciatorpediniere USS Ralph Talbot recuperò nel Golfo di Kula una scialuppa con a bordo 18 superstiti dello Strong, mentre due gruppi di naufraghi rifugiatisi a bordo di zattere rimasero per due giorni alla deriva prima di essere soccorsi dalle unità statunitensi. Il tenente Miller andò per quattro giorni alla deriva su una zattera prima di arrivare a terra sulla costa dell'isola di Arundel: qui si nascose alla locale guarnigione giapponese per 39 giorni, raccogliendo informazioni di intelligence su di essa prima di essere soccorso dai reparti statunitensi sbarcati sull'isola. Per la sua azione, Miller fu insignito della Navy Cross.